# Vaillantella
Vaillantella és un gènere de peixos de la família dels balitòrids i de l'ordre dels cipriniformes.

## Distribució geogràfica
Es troba a la Malàisia peninsular, Indonèsia i Brunei, incloent-hi Borneo.

## Taxonomia
- Vaillantella cinnamomea (Kottelat, 1994)[10]
- Vaillantella euepiptera (Vaillant, 1902)[11]
- Vaillantella maassi (Weber & de Beaufort, 1912)[12][6][13][14][15]

## Estat de conservació
Només Vaillantella maassi apareix a la Llista Vermella de la UICN.